# Sportfördergesetz
Ein Sportfördergesetz ist ein Gesetz, das die Förderung im jeweiligen Bundesland auf eine kontinuierliche Grundlage stellt. Durch ein solches Gesetz ist es allerdings nicht gewährleistet, dass das jeweilige  Bundesland den Sport auch wirklich kontinuierlich fördert. So hat der Ausbau von Sportstätten seit 2005 kontinuierlich abgenommen, sodass ein erheblicher Sanierungsbedarf besteht. Eine der Folgen ist, dass die Nachfrage nach kommerziellen Sportangeboten erheblich zugenommen hat. Während der Bund für den Spitzensport zuständig ist, die Länder für Schulsport und eine Förderung auf Landesebene, sind die Kommunen (mit Zuschüssen der Länder) für die Sportstätten verantwortlich. Auch wenn immer Bundesländer Sportförderung als Staatsziel in der Landesverfassung verankert haben, so hat der Sport häufig als freiwillige Leistung eine sehr nachrangige Priorität.

## Rechtsgrundlagen in Deutschland (nicht abschließend)
- Bayern: Sportförderrichtlinien – SportFöR vom 5. Dezember 2022 (BayMBl. Nr. 714), zuletzt geändert durch Bekanntmachung vom 13. Februar 2024 (BayMBl. Nr. 111)[5]
- Baden-Württemberg:  Landeshaushaltsordnung (LHO), zuletzt geändert durch Artikel 7 des Gesetzes vom 7. Februar 2023 (GBl. S. 26, 43),[6] Sportförderrichtlinien[7]
- Berlin: Gesetz über die Förderung des Sports im Lande Berlin vom 6. Januar 1989, zuletzt geändert durch Artikel 5 des Gesetzes vom 05.07.2021 (GVBl. S. 842)[8]
- Brandenburg: Gesetz über die Sportförderung im Land Brandenburg (Sportförderungsgesetz – SportFGBbg) vom 10. Dezember 1992, zuletzt geändert durch Gesetz vom 16. Dezember 2022[9]
- Bremen: Gesetz zur Förderung des Sports im Lande Bremen (Sportförderungsgesetz) vom 5. Juli 1976, zuletzt geändert durch Geschäftsverteilung des Senats vom 20.10.2020 (Brem.GBl. S. 1172)[10]
- Hamburg:  Landeshaushaltsordnung (LHO), der geltende Haushaltsplan[11] sowie die entsprechenden Förderrichtlinien[12]
- Hessen: Sportförderrichtlinie[13]
- Mecklenburg-Vorpommern: Gesetz zur Sportförderung in Mecklenburg-Vorpommern (Sportfördergesetz – SportFG M-V) vom 9. September 2002,  zuletzt geändert durch Artikel 5 des Gesetzes vom 18. Dezember 2023 (GVOBl. M-V S. 920, 922)[14]

- Niedersachsen: Niedersächsisches Sportfördergesetz (NSportFG) vom 7. Dezember 2012,  zuletzt geändert durch Artikel 2 des Gesetzes vom 30. November 2022 (Nds. GVBl. S. 732)[15]
- Nordrhein-Westfalen: Sportförderung
- Rheinland-Pfalz: Landesgesetz über die öffentliche Förderung von Sport und Spiel in Rheinland-Pfalz (Sportförderungsgesetz) vom 9. Dezember 1974 (GVBl. S. 597), zuletzt geändert durch Gesetz vom 16. Dezember 2002 (GVBl. S. 481)[16]

- Saarland: Richtlinie zur Leistungssportförderung[17]
- Sachsen: Sportförderrichtlinie vom 13. Februar 2019 (SächsABl. S. 367), zuletzt geändert durch Richtlinie vom 29. November 2023 (SächsABl. S. 1559), zuletzt enthalten in Verwaltungsvorschrift vom 24. November 2023 (SächsABl. SDr. S. S 243)[18]

- Sachsen-Anhalt: Gesetz über die Förderung des Sports im Land Sachsen-Anhalt (Sportfördergesetz – SportFG) vom 18. Dezember 2012, zuletzt geändert durch Artikel 4 des Gesetzes vom 23. April 2021 (GVBl. LSA S. 160, 166)[19]
- Schleswig-Holstein: Gesetz zur Förderung des Sports in Schleswig-Holstein (SportFG SH) vom 7. März 2022[20]
- Thüringen: Thüringer Sportfördergesetz (ThürSportFG) vom 5. Dezember 2018, zuletzt geändert durch Gesetz vom 30. Juni 2020 (GVBl. S. 346)[21]